# Jovana Jakšić
Jovana Jakšić (en serbe : Јована Јакшић), née le 30 septembre 1993 à Belgrade, est une joueuse de tennis serbe, professionnelle depuis 2009.
En avril 2014, elle atteint pour la première fois la finale d'un tournoi WTA à l'Open de Monterrey. Elle s'y incline face à sa compatriote Ana Ivanović, mais cela lui permet quand même d'atteindre son meilleur classement en simple (102e mondiale).

## Palmarès

### Titre en simple dames
Aucun

### Finale en simple dames
| No | Date       | Nom et lieu du tournoi    | Catégorie | Dotation  | Surface    | Vainqueure   | Score    |          |
| -- | ---------- | ------------------------- | --------- | --------- | ---------- | ------------ | -------- | -------- |
| 1  | 31-03-2014 | Monterrey Open, Monterrey | Intern'l  | 500 000 $ | Dur (ext.) | Ana Ivanović | 6-2, 6-1 | Parcours |

## Parcours en Grand Chelem

### En simple dames
| Année | Open d'Australie                                      | Open d'Australie                                    | Internationaux de France                         | Internationaux de France                           | Wimbledon                                              | Wimbledon                                           | US Open                                             | US Open |
| 2013  | —                                                     | —                                                   | —                                                | —                                                  | Q1 \|\| style="text-align:left" \| Tamarine Tanasugarn | Q1 \|\| style="text-align:left" \| Richèl Hogenkamp |                                                     |         |
| 2014  | Q2 \|\| style="text-align:left" \| Irina-Camelia Begu | 1er tour (1/64)                                     | Daniela Hantuchová                               | 1er tour (1/64)                                    | Petra Cetkovská                                        | Q2 \|\| style="text-align:left" \| Zheng Saisai     |                                                     |         |
| 2015  | Q1 \|\| style="text-align:left" \| Lucie Hradecká     | Q1 \|\| style="text-align:left" \| Johanna Konta    | —                                                | —                                                  | —                                                      | —                                                   |                                                     |         |
| 2016  | Q1 \|\| style="text-align:left" \| Stéphanie Foretz   | Q1 \|\| style="text-align:left" \| Barbora Štefková | Q2 \|\| style="text-align:left" \| María Sákkari | Q2 \|\| style="text-align:left" \| Nadia Podoroska |                                                        |                                                     |                                                     |         |
|       |                                                       |                                                     |                                                  |                                                    |                                                        |                                                     |                                                     |         |
| 2019  | —                                                     | —                                                   | —                                                | —                                                  | —                                                      | —                                                   | Q2 \|\| style="text-align:left" \| Kirsten Flipkens |         |
| 2020  | Q1 \|\| style="text-align:left" \| Olga Danilović     | Q1 \|\| style="text-align:left" \| Ankita Raina     | Annulé                                           | Annulé                                             | —                                                      | —                                                   |                                                     |         |
| 2021  | Q1 \|\| style="text-align:left" \| Lu Jiajing         | —                                                   | —                                                | —                                                  | —                                                      | —                                                   | —                                                   |         |

À droite du résultat, l’ultime adversaire.

### En double dames
N'a jamais participé à un tableau final.

## Parcours en Fed Cup
| #                                                              | Date       | Lieu     | Surface      | Gagnante(s)                         | Perdante(s)                           | Score            |          |
|                                                                |            |          |              |                                     |                                       |                  |          |
| 2014 - 1er tour (groupe mondial II) - Canada - Serbie - 3 : 1  |            |          |              |                                     |                                       |                  |          |
| 1                                                              | 08/02/2014 | Montréal | Dur (int.)   | Eugenie Bouchard                    | Jovana Jakšić                         | 6-1, 6-0         | Parcours |
| 1                                                              | 08/02/2014 | Montréal | Dur (int.)   | Aleksandra Wozniak                  | Jovana Jakšić                         | Non disputé      | Parcours |
| 1                                                              | 08/02/2014 | Montréal | Dur (int.)   | Jovana Jakšić Nina Stojanović       | Gabriela Dabrowski Sharon Fichman     | 6-2, 3-6, [10-7] | Parcours |
|                                                                |            |          |              |                                     |                                       |                  |          |
| 2014 - Barrage (groupe mondial II) - Roumanie - Serbie - 4 : 1 |            |          |              |                                     |                                       |                  |          |
| 2                                                              | 19/04/2014 | Bucarest | Terre (ext.) | Irina-Camelia Begu Monica Niculescu | Jovana Jakšić Nina Stojanović         | 1-0, ab.         | Parcours |
|                                                                |            |          |              |                                     |                                       |                  |          |
| 2016 - Barrage (groupe mondial II) - Serbie - Belgique - 2 : 3 |            |          |              |                                     |                                       |                  |          |
| 3                                                              | 16/04/2016 | Belgrade | Terre (int.) | Yanina Wickmayer                    | Jovana Jakšić                         | 7-5, 6-0         | Parcours |
| 3                                                              | 16/04/2016 | Belgrade | Terre (int.) | Jovana Jakšić Nina Stojanović       | Ysaline Bonaventure An-Sophie Mestach | 4-6, 6-0, [10-5] | Parcours |

## Classements WTA en fin de saison
| Année          | 2009 | 2010 | 2011 | 2012 | 2013 | 2014 | 2015 | 2016 | 2017 | 2018 | 2019 | 2020 | 2021 |
| Rang en simple | 1023 | 1073 | 600  | 420  | 167  | 115  | 179  | 263  | 312  | 291  | 227  | 240  | 399  |
| Rang en double | -    | -    | -    | -    | -    | 448  | 454  | 289  | 239  | 311  | 388  | 357  | 403  |

source : (en) Classements de Jovana Jakšić sur le site officiel de la Fédération internationale de tennis